# Josef Margraf
Josef Margraf (* 3. April 1953; † 26. Januar 2010 in Jinghong, Yunnan, Volksrepublik China) war ein deutscher Biologe und Ökologe, der sich insbesondere für den Schutz und die nachhaltige Nutzung von tropischen Regenwäldern in Südostasien engagierte.

## Leben
Josef Margraf wuchs in Gaimersheim im oberbayerischen Landkreis Eichstätt auf. Er besuchte das Gymnasium in Eichstätt, wo seine musische Begabung gefördert wurde. Nach dem Abitur erfolgte der Wehrersatzdienst beim Bund Naturschutz in Bayern im direkten Einsatz mit dem damaligen Vorsitzenden, Hubert Weinzierl. Diese Zeit prägte Josef Margraf sehr, da er die Gelegenheit hatte, neben Weinzierl damals bekannte Biologen und Ökologen wie Konrad Lorenz und Josef Reichholf oder den Wissenschaftsjournalisten Horst Stern aus nächster Nähe zu erleben. Dies bestärkte seinen Wunsch, Biologe oder besser noch Ökologe zu werden.
Von 1974 bis 1979 studierte Margraf Biologie mit Spezialisierung in Zoologie an der Universität Hohenheim in Stuttgart. Seine Diplomarbeit schrieb er über die Ökologie von temporären Süßwasserflachseen auf der Giara di Gesturi in Sardinien, betreut von dem Zoologen Hinrich Rahmann.
In den 1980er Jahren studierte er die Ökologie der Ifugao-Reisterrassen auf der Insel Luzon im Norden der Philippinen, betreut von dem Herbologen Werner Koch am Institut für Pflanzenproduktion in den Tropen und Subtropen der Universität Hohenheim; mit seiner Arbeit wurde er 1985 promoviert.
Nach wenigen Jahren in Deutschland, in denen er den Verlag Josef Margraf gründete, ging er wieder auf die Philippinen. Im Rahmen eines Projektes der Deutschen Gesellschaft für Technische Zusammenarbeit (GTZ) widmete er sich von 1989 bis 1997 auf der Insel Leyte der nachhaltigen Nutzung von Regenwäldern, die er als Rainforestation farming bezeichnete. Im Jahr 1997 ging er ebenfalls für die GTZ nach Xishuangbanna im Süden der Provinz Yunnan (Volksrepublik China) an der Grenze zu Myanmar und Laos, wo er Berater in dem langjährigen deutsch-chinesischen Projekt Tropical Forest Ecosystems Management in Xishuangbanna war.
In den 2000er Jahren baute er zusammen mit seiner Frau Minguo Li das Biodiversität Forschungs- und Entwicklungszentrums TianZi (Samen des Himmels) in der Nähe von Jinghong auf.
Von 2000 bis zu seinem frühen Tod an Herzversagen war Josef Margraf mit der chinesischen Journalistin Minguo Li verheiratet. Das Paar hatte zwei Töchter (Linda (* 2001) and Vanda (* 2003)). Margraf ist auf dem Bulang Berg in der Nähe des Familienhauses begraben.

## Leistungen
- Gründer des wissenschaftlichen Verlag Josef Margraf in Weikersheim in den 1980ern. Der Verlag wurde 2003 in eine GmbH (Margraf Publishers Verlagsgesellschaft mbH) umgewandelt und übernahm auch das Verlagshaus Backhuys Publishers Niederlande (LLC).[5]
- Entwickler des Konzepts zu Rainforestation farming zusammen mit der philippinischen Wissenschaftlerin Paciencia P. Milan.
- Gründer des Biodiversität Forschungs- und Entwicklungszentrums TianZi (Samen des Himmels) zusammen mit seiner Frau Minguo Li.[6]
- Zusammen mit seiner Frau Minguo Li, Gründer der Firma Nature Products, die seltene botanische Arten, die in den TianZi-Reservaten geerntet wurden, sowie Tee und Regenwaldhonig an Kunden in aller Welt versendet.[7]

## Ehrungen und Auszeichnungen
- Posthum, im September 2010, wurde Josef Margraf zusammen mit seiner Frau die an in China lebende Ausländer vergebene Auszeichnung You Bring Charm to China für seine außergewöhnlichen Anstrengungen für die Entwicklung der Nation verliehen.[8][9]
- 1997 – ein Philippine Presidential Award für seine Arbeiten zur nachhaltigen Regenwaldnutzung auf der Insel Leyte.[4][6]
- Während seiner Promotionszeit war er Stipendiat der von Hermann Eiselen gegründeten Vater und Sohn Eiselen-Stiftung (heute Fiat Panis Stiftung).[2]

## Ausgewählte Schriften
- F. Goeltenboth, P. P. Milan, J. Margraf: „Rainforestation“ farming for biodiversity conservation and rural development in the Philippines. Deutscher Tropentag, Berlin 1999. (rainforestation.ph)
- F. Goltenboth, K. H. Timotius, P. P. Milan, J. Margraf (Hrsg.): Ecology of insular Southeast Asia: the Indonesian archipelago. Elsevier, 2006, ISBN 0-08-046797-0.
- J. Margraf: Rainforestation Farming: A Farmer's Guide to Biodiversity Management for the Philippines. Philippine-German Applied Tropical Ecology Program, 1996, OCLC 187910371.
- J. Margraf, P. P. Milan: Ecology of Dipterocarp forests and its relevance for island rehabilitation in Leyte, Philippines. In: Dipterocarp Forest Ecosystems: Towards Sustainable Management. 1996, ISBN 981-02-2729-9, S. 124–154.
- P. P. Milan, J. Margraf: Rainforestation Farming: An alternative to conventional concepts. In: Annals of Tropical Research. Band 16, Nr. 4, 1994, S. 17–27.

### Kinderbuch
- Josef Margraf: Little Ear Elephant Lee. New World Press, 2015, ISBN 978-7-5104-5176-8.